# Lycenchelys fedorovi
Lycenchelys fedorovi är en fiskart som beskrevs av Anderson och Andrei A. Balanov 2000. Lycenchelys fedorovi ingår i släktet Lycenchelys och familjen tånglakefiskar. Inga underarter finns listade i Catalogue of Life.